# Граве, Жуан
Жуа́н Жозе́ Гра́ве (порт. João José Grave; 11 июля 1872, Вагуш — 11 января 1934, Порту) —  португальский писатель и поэт, журналист, эссеист, переводчик, представитель натурализма в португальской литературе.

## Биография и творчество

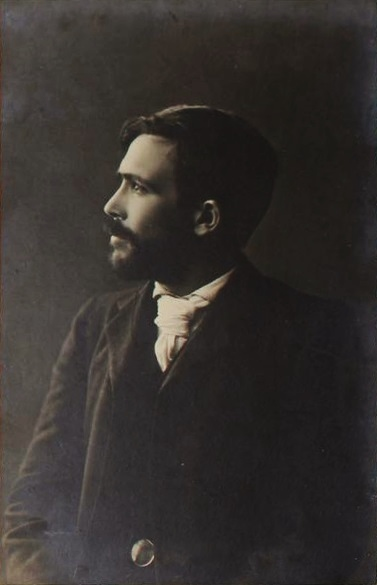
Фотопортрет Жуана Граве, около 1900 года

В биографическом справочнике Portugal указана дата рождения 1 июля 1872 года. Получил образование фармацевта, но решил заниматься писательским трудом. Вошёл в литературу двумя сборниками стихов: Livro de sonhos и Macieiras em flor. Работал редактором газеты Diario da Tarde в Порту. Публиковал статьи в литературном приложении к Século и недельные обзоры в лиссабонской газете Diário de Notícias. Сотрудничал с бразильскими периодическими изданиями, журналами Brasil-Portugal (1899—1914), Revista nova и (1901—1902) e Serões (1901—1911). Занимал должность директора муниципальной библиотеки в Порту. Писал романы исторической тематики. Сочинения на современном материале создавались в эстетике натурализма под влиянием творчества Золя. Широко использовал регионализмы. Был первым португальским писателем, который ввёл тему Первой мировой войны в португальскую литературу (Os Sacrificados, 1917; O Mutilado, 1919). Позднее перешёл к жанру романа нравов. По количеству изданий складывается впечатление, что автор мог быть графоманом. Так, например, один исторический роман Reinado trágico Граве смог создать за 39 дней. Произведения публиковались издательским домом Chardron, de Lélo & Irmão. Руководил составлением энциклопедического словаря Lello Universal.
Был похоронен в Порту 12 января 1934 года.

## Публикации
- 1903 — Os Famintos[6]
- 1905 — Eterna mentira[3] (пререиздание 2004 года ISBN 972-48-1835-7)
- 1906 — O Último Fauno (3.ª ed. 1923)
- 1911 — Passado
- 1912
  - Gente Pobre[6] (пререиздание 2005 года ISBN 972-48-1842-X)
  - Jornada Romântica
- 1915 — Reinado trágico :  [порт.]. — Porto : Chardron, de Lélo & Irmão, 1915. — 397 p. (исторический роман о Жуане II)[4]
- 1917 — Os Sacrificados (рассказы о войне)
- 1919
  - Refloril
  - A Inimiga
  - O Mutilado
- 1922 — Vitória de Parsifal
- 1924
  - A Morta Romântica
  - Amor e o Destino
- 1925
  - A Morte Vence
  - Paixao e Morte da Infanta
  - Os que Amam e os que Sofrem
  - Cruel Amor
  - Foguetes de Santo António
  - Gleba
  - Vida do Espírito
  - O Vingador
  - S. Frei Gil de Santarém
  - Os Vivos e os Mortos
  - Almas inquietas :  [порт.]. — Porto : Chardron, de Lélo & Irmão, 1925. — 246 p.
- 1926 — Memórias dos Dias Findos
- 1926 — O Santo
- 1929 — Cartas para o Brasil

Перевёл на португальский язык пьесу «Перикл, царь Тирский», частично написанную Шекспиром.